# Tour de Suisse 2010
74. edycja wyścigu kolarskiego Tour de Suisse odbyła się w dniach 12–20 czerwca 2010 roku. Trasa tego szwajcarskiego, dziewięcioetapowego wyścigu ze startem w Lugano i metą w Liestal liczyła 1353 km.
Zwyciężył zawodnik Team Saxo Bank – Fränk Schleck z Luksemburga.

## Etapy
| Etap    | Data       | Start – meta                   | Długość [km] | Zwycięzca etapu     | Lider             |
| 1. etap | 12 czerwca | Lugano                         | 7,6 ITT      | Fabian Cancellara   | Fabian Cancellara |
| 2. etap | 13 czerwca | Ascona – Sierre                | 167,5        | Heinrich Haussler   | Fabian Cancellara |
| 3. etap | 14 czerwca | Sierre – Schwarzenburg         | 196,6        | Fränk Schleck       | Tony Martin       |
| 4. etap | 15 czerwca | Schwarzenburg – Wettingen      | 192,2        | Alessandro Petacchi | Tony Martin       |
| 5. etap | 16 czerwca | Wettingen – Frutigen           | 172,5        | Marcus Burghardt    | Tony Martin       |
| 6. etap | 17 czerwca | Meiringen – La Punt Chamues-ch | 213,3        | Robert Gesink       | Robert Gesink     |
| 7. etap | 18 czerwca | Savognin – Wetzikon            | 204,1        | Marcus Burghardt    | Robert Gesink     |
| 8. etap | 19 czerwca | Wetzikon – Liestal             | 172,4        | Rui Costa           | Robert Gesink     |
| 9. etap | 20 czerwca | Liestal                        | 26,9 (ITT)   | Tony Martin         | Fränk Schleck     |

## Liderzy wyścigu
| Etap  | Zwycięzca           | Klasyfikacja generalna | Klasyfikacja górska | Klasyfikacja punktowa | Klasyfikacja sprinterska | Klasyfikacja drużynowa |
| ----- | ------------------- | ---------------------- | ------------------- | --------------------- | ------------------------ | ---------------------- |
| 1     | Fabian Cancellara   | Fabian Cancellara      | –                   | Fabian Cancellara     | –                        | Liquigas-Doimo         |
| 2     | Heinrich Haussler   | Fabian Cancellara      | Mathias Frank       | Heinrich Haussler     | Matthias Russ            | Liquigas-Doimo         |
| 3     | Fränk Schleck       | Tony Martin            | Alexandre Pliuschin | Heinrich Haussler     | Matthias Russ            | Team Saxo Bank         |
| 4     | Alessandro Petacchi | Tony Martin            | Aitor Hernández     | Marco Marcato         | Steve Morabito           | Team Saxo Bank         |
| 5     | Marcus Burghardt    | Tony Martin            | Aitor Hernández     | Marco Marcato         | Javier Aramendia         | Team Saxo Bank         |
| 6     | Robert Gesink       | Robert Gesink          | Wouter Poels        | Marco Marcato         | Javier Aramendia         | Team Saxo Bank         |
| 7     | Marcus Burghardt    | Robert Gesink          | Mathias Frank       | Marcus Burghardt      | Mathias Frank            | Team Saxo Bank         |
| 8     | Rui Costa           | Robert Gesink          | Mathias Frank       | Marcus Burghardt      | Mathias Frank            | Team Saxo Bank         |
| 9     | Tony Martin         | Fränk Schleck          | Mathias Frank       | Marcus Burghardt      | Mathias Frank            | Team Saxo Bank         |
| Finał | Finał               | Fränk Schleck          | Mathias Frank       | Marcus Burghardt      | Mathias Frank            | Team Saxo Bank         |

## Wyniki
| M-ce | Imię i nazwisko   | Kraj              | Drużyna           | Czas        |
| ---- | ----------------- | ----------------- | ----------------- | ----------- |
| 1.   | Fränk Schleck     | Luksemburg        | Team Saxo Bank    | 35h 02' 00" |
| 2    | Lance Armstrong   | Stany Zjednoczone | Team RadioShack   | + 12"       |
| 3    | Jakob Fuglsang    | Dania             | Team Saxo Bank    | + 17"       |
| 4    | Steve Morabito    | Szwajcaria        | BMC Racing Team   | + 23"       |
| 5    | Robert Gesink     | Holandia          | Rabobank          | + 27"       |
| 6    | Tony Martin       | Niemcy            | Team HTC-Columbia | + 27"       |
| 7    | Rigoberto Urán    | Kolumbia          | Caisse d’Épargne  | + 33"       |
| 8    | Andreas Klöden    | Niemcy            | Team RadioShack   | + 48"       |
| 9    | Joaquim Rodríguez | Hiszpania         | Team Katusha      | + 1' 09"    |
| 10   | Levi Leipheimer   | Stany Zjednoczone | Team RadioShack   | + 1' 14"    |